# PRTR

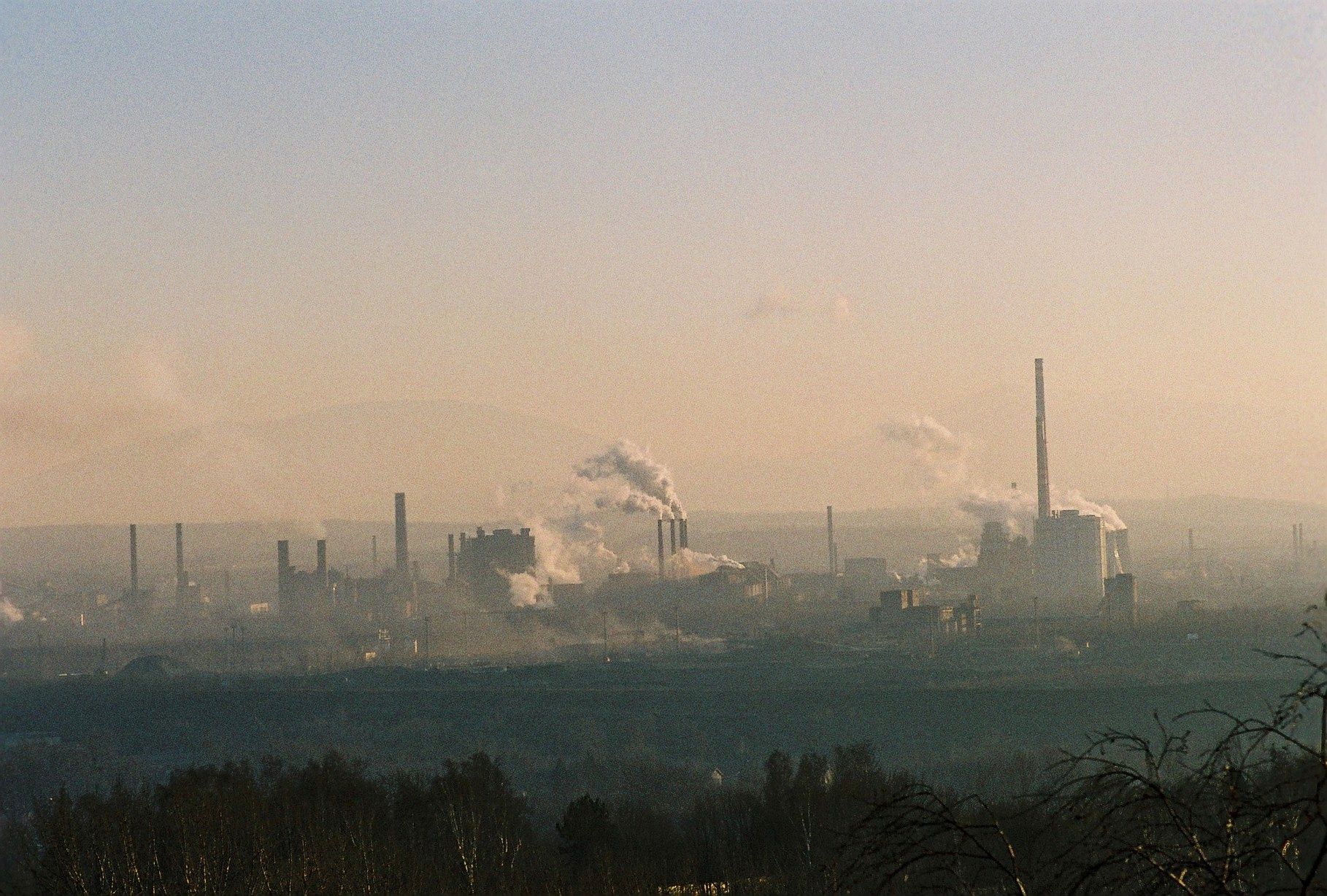
Data z IRZ ukazují, že MittalSteel Ostrava patří k největším znečišťovatelů u řady chemických látek

PRTR (z anglického: Pollutant Release and Transfer Registers) je zkratka pro veřejně přístupné databáze, které shromažďují informace o množství znečišťujících látek unikajících do životního prostředí z konkrétních podniků.

## Význam
Účelem PRTR je přispět k posílení šetrnějšího chování průmyslových podniků k životnímu prostředí. Údaje slouží např. k formulaci environmentálních politik a jako nástroj pro ekologického řízení podniků. Veřejnosti umožňují získat informace o únicích konkrétních znečišťujících látek z konkrétních.

## Charakteristiky účinného PRTR
Efektivní systém PRTR se vyznačuje následujícími charakteristikami:
- přesná identifikace chemických látek v únicích a přenosech
- detailní identifikace místa úniku
- integrovaný pohled na úniky do všech médií
- standardizovaná struktura hlášených údajů
- elektronický sběr, zpracování a zveřejňování údajů
- omezená možnost utajování údajů
- aktivní šíření dat

## PRTR podle zemí

### Austrálie
Austrálie zřídila systém nazvaný National Pollutant Inventory (NPI). Rok 1996 byl prvním, za který se uskutečnilo ohlašování vypouštěných emisí.

### Česká republika
V České republice takový systém funguje pod názvem Integrovaný registr znečišťování (IRZ). Byl zřízen na základě zákona z roku 2002 o integrované prevenci a omezování znečištění a integrovaném registru znečišťování.

### Evropská unie
V Evropské unii byl rozhodnutím Evropské komise z roku 2000 zřízen evropský registr emisí znečišťujících látek do životního prostředí zvaný EPER (z anglického European Pollutant Emission Register). Shromažďuje data o emisích z asi 12 tisíc podniků v členských státech EU.

### Kanada
V Kanadě byl registr zřízen pod názvem National Pollutant Release Inventory (NPRI) na základě zákon o ochraně životního prostředí z roku 1992. Prvním ohlašovacím obdobím byl pro kanadský PRTR rok 1993, ve kterém bylo sledováno 178 chemických látek a jejich skupiny. První zpráva zahrnující informace z 1437 závodů byla vydána v dubnu 1995.

### Mexiko
V Mexiku byl PRTR zaveden pod názvem Registro de Emisiones y Transferencia de Contaminantes (RETC).

### USA
V roce 1986 byl v USA zřízen Registr toxických úniků (Toxic Release Inventory - TRI) zákonem havarijním plánování a o právu komunit na informace (Emergency Planning and Community Right-to-Know Act - EPCRA). Původní seznam obsahoval asi 320 chemikálií a skupin chemikálií, o kterých shromažďoval informace. V roce americký kongres schválil rozšíření seznamu sledovaných látek o dalších 313 chemikálií.

### Velká Británie
V roce 1991 byl zaveden systém nazvaný Chemicals Release Inventory (CRI), do kterého byla postupně zařazována jednotlivá průmyslová odvětví tak, že od roku 1997 zahrnuje celou ekonomiku.